# غلين ك. أوتيس
غلين ك. أوتيس (بالإنجليزية: Glenn K. Otis)‏ هو عسكري أمريكي، ولد في 15 مارس 1929 في بلاتسبورغ في الولايات المتحدة، وتوفي في 21 فبراير 2013 في Carlisle, Pennsylvania ‏ في الولايات المتحدة.